# One More Night (Lost Frequencies)
One More Night è un singolo del disc jockey e produttore discografico belga Lost Frequencies.

## Descrizione
Il singolo vede la collaborazione vocale del cantante country statunitense Easton Corbin.
Il brano è stato pubblicato dalla Armada Music il 24 luglio 2020.

## Tracce
1. One More Night – 2:38

## Formazione
- Lost Frequencies - musica, produzione, missaggio
- Easton Corbin - voce